# 拉廷吉尼亞區
14°02′20″S 75°42′44″W / 14.0390°S 75.7121°W
拉廷吉尼亞區（西班牙語：Distrito de La Tinguiña）是秘魯的一個區，位於該國中南部伊卡大區的伊卡省，始建於1961年12月28日，面積98.3平方公里，海拔高度432米，2005年人口30,156，人口密度每平方公里310人。